# Corbelin
Corbelin ist eine französische Gemeinde mit 2.368 Einwohnern (Stand: 1. Januar 2022) im Département Isère in der Region Auvergne-Rhône-Alpes. Sie gehört administrativ zum Arrondissement La Tour-du-Pin und ist Teil des Kantons Morestel. Die Einwohner werden Corbelinois(es) genannt.

## Geographie
Corbelin liegt etwa 30 Kilometer westlich von Chambéry. Corbelin wird umgeben von den Nachbargemeinden Veyrins-Thuellin im Norden und Nordwesten, Les Avenières im Norden und Nordosten, Granieu im Osten, Chimilin im Südosten, La Bâtie-Montgascon im Süden und Südwesten, Faverges-de-la-Tour im Westen und Südwesten sowie Dolomieu im Westen und Nordwesten.

## Bevölkerungsentwicklung
| Jahr                       | 1962 | 1968 | 1975 | 1982 | 1990 | 1999 | 2006 | 2017 |
| Einwohner                  | 1606 | 1547 | 1612 | 1723 | 1799 | 1752 | 2021 | 2235 |
| Quellen: Cassini und INSEE |      |      |      |      |      |      |      |      |

## Sehenswürdigkeiten

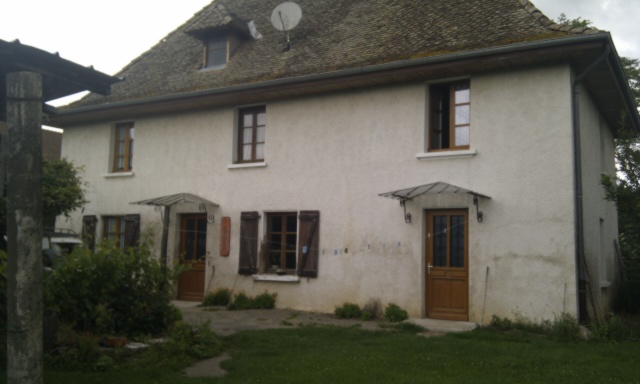
Typisches Haus der Dauphiné

- Kirche Notre-Dame de la Compassion aus dem 17. Jahrhundert, Umbauten aus dem 19. Jahrhundert
- Schloss Champlevey aus dem 15. Jahrhundert
- Schloss Pourraz
- Rathaus (im Stil der dritten Republik)
- typische Häuser der Dauphiné

## Persönlichkeiten
- François Guiguet (1860–1937), Maler
- Michel Robert (* 1948), Springreiter